# Laura Peel
Laura Peel (Canberra, 29 settembre 1989) è una sciatrice freestyle australiana specializzata nei salti.

## Biografia
Peel ha iniziato a gareggiare in Coppa del Mondo nel 2011. Lo stesso anno disputa a Deer Valley i suoi primi campionati mondiali terminando undicesima. Nel 2012 vince a Kreischberg la sua prima gara di Coppa del Mondo.
Prende parte alle Olimpiadi di Soči 2014 piazzandosi settima nella finale dei salti. L'anno dopo si laurea campionessa mondiale a Kreischberg 2015. Alla sua seconda esperienza olimpica, a Pyeongchang 2018, giunge in quinta posizione. Nel 2020 si aggiudica la Coppa del Mondo di salti.
Ha rappresentato l'Australia ai Giochi olimpici invernali di Pechino 2022, sfilando come alfiere durante la cerimonia d'apertura, assieme alla pattinatore di figura Brendan Kerry.

## Palmarès

### Mondiali
- 2 medaglie:
  - 2 ori (salti a Kreischberg 2015, salti a Almaty 2021)

### Coppa del Mondo
- Vincitrice della Coppa del Mondo di salti nel 2020, nel 2021 e nel 2025
- 28 podi:
  - 14 vittorie
  - 8 secondi posti
  - 6 terzi posti

#### Coppa del Mondo - vittorie
| Data             | Luogo                 | Paese       | Disciplina |
| ---------------- | --------------------- | ----------- | ---------- |
| 17 febbraio 2012 | Kreischberg           | Austria     | AE         |
| 2 marzo 2019     | Shimao Lotus Mountain | Cina        | AE         |
| 22 febbraio 2020 | Raŭbičy               | Bielorussia | AE         |
| 8 marzo 2020     | Krasnojarsk           | Russia      | AE         |
| 4 dicembre 2020  | Ruka                  | Finlandia   | AE         |
| 16 gennaio 2021  | Jaroslavl'            | Russia      | AE         |
| 12 gennaio 2022  | Deer Valley           | Stati Uniti | AE         |
| 22 gennaio 2023  | Le Relais             | Canada      | AE         |
| 19 marzo 2023    | Almaty                | Kazakistan  | AE         |
| 25 gennaio 2025  | Lac-Beauport          | Canada      | AE         |
| 26 gennaio 2025  | Lac-Beauport          | Canada      | AE         |
| 7 febbraio 2025  | Deer Valley           | Stati Uniti | AE         |
| 2 marzo 2025     | Almaty                | Kazakistan  | AE         |
| 13 marzo 2025    | Livigno               | Italia      | AE         |

Legenda:

AE = Salti